# Jerzy Krzyś
Jerzy Stanisław Krzyś (ur. 11 kwietnia 1928 roku w Muszynie, zm. 15 maja 2023 w Grudziądzu) – polski lekarz wojskowy, miłośnik historii, działacz kulturalny i społeczny, związany z Grudziądzem i Barcinem.

## Życiorys
Ukończył I Państwowe Gimnazjum i Liceum Męskie w Bydgoszczy (17 VI 1946) oraz Wydział Lekarski Akademii Medycznej w Poznaniu (11 VI 1952). Wkrótce został powołany przymusowo do służby wojskowej i po przeszkoleniu skierowany do Szpitala Wojskowego w Grudziądzu (113. WSG) i pracował w nim przez 40 lat na oddziałach chirurgicznym oraz położniczo-ginekologicznym, uzyskując wymagane specjalizacje. Od 1970 do 1993 roku był ordynatorem oddziału ginekologicznego, od 1988 roku w stopniu pułkownika. W Wojskowej Akademii Medycznej w dniu 19 grudnia 1978 roku obronił przewód doktorski na podstawie pracy „Służba zdrowia wojsk polskich w 1806 i 1807 roku”, uzyskując stopień doktora nauk medycznych. Należy do Kujawsko-Pomorskiej Okręgowej Izby Lekarskiej w Toruniu.
Członek wielu organizacji i towarzystw, działających w Grudziądzu, jak Polskiego Czerwonego Krzyża (PCK), Polskiego Towarzystwa Historycznego (PTH), Grudziądzkiego Towarzystwa Kultury (GTK), Koła Miłośników Dziejów Grudziądza (KMDG), aktywny w Fundacji Na Rzecz Tradycji Jazdy Polskiej (FNRTJP), jako przewodniczący od 2000 roku Rady Fundacji oraz Przewodniczący Kapituły Honorowej Odznaki FNRTJP
Podczas pracy społecznej opublikował artykuły z dziedziny: medycyny, historyczne, wojskowe a także popularnonaukowe, dotyczące przeszłości Grudziądza, między innymi jak Rocznik Grudziądzki czy Kalendarz Grudziądzki. Zajmował się także historią miasta Barcina, w którym mieszkali niegdyś jego rodzice Maria i Stanisław. Brał czynny udział w redagowaniu lokalnej gazety „Pogłos Barcina”, a także był współautorem pierwszej monografii o przeszłości miasta. Został uhonorowany przez radnych honorowymi wyróżnieniami, w tym tytułem Honorowy Obywatel Gminy Barcin.

## Wybrane publikacje
- 18 Pułk Ułanów Pomorskich, Pierwszy dzień wojny. (FNRTJP 1994, ISBN 83-902301-0-0).
- 64 Pomorski Pułk Strzelców Murmańskich (Oficyna Wydawnicza „Ajaks” Pruszków 1993, ISBN 83- 85621 -22-9).
- 65 Starogardzki Pułk Piechoty (Oficyna Wydawnicza „ Ajaks” Pruszków 1994, ISBN 83-85621-42-3).
- 16 Pułk Artylerii Lekkiej (Oficyna Wydawnicza „Ajaks” Pruszków 1998, ISBN 83-87103- -60-8).
- Militarna przeszłość Grudziądza (FNRTJP 2002, ISBN 83-902301-2-7).
- Kalendarium + Grudziądz 2000 (GTK 2000, ISBN 83-910048-2-1).
- Walki i groby. Szlak pamięci września 1939 roku w Gminie Gruta (KMDG 2013, ISBN 978-83-924342-5-5).
- Grudziądz w 1920 roku (FNRTRJP 2005, ISBN 83-902301-7-8).
- Grudziądz + kawaleryjska stolica (FNRTJP 2010, 978-83-902301-4-6).
- Szkice z przeszłości Barcina (Wyd. I, KMDG 2007, wspólnie z Czesławem Cieślakiem, ISBN 978-83-925735-1-7; wyd. II, Urząd Miejski w Barcinie 2009, wspólnie z Czesławem Cieślakiem, ISBN 978-83-61836-01-8.).
- Materiały źródłowe do działalności powstańców z Barcina (KMDG 2013, ISBN 978-83-62052-14-1).
- Służba zdrowia wojsk polskich w latach 1806 i 1807 (KMDG 2011, ISBN 978-83-62052-10-3).

## Odznaczenia, nagrody, wyróżnienia
- Krzyż Kawalerski Orderu Odrodzenia Polski 1983
- Złoty Krzyż Zasługi 1976
- Medal Złoty, Srebrny i Brązowy Siły Zbrojne W Służbie Ojczyzny 1972, 1967, 1958
- Medal Złoty, Srebrny i Brązowy Za Zasługi Dla Obronności Kraju 1989, 1975, 1968
- Medal Pro Memoria
- Medal Honorowy Grudziądza 1984
- Medal Wojewody Kujawsko-Pomorskiego 2006
- Tytuł i Odznaczenie Pro Gloria Medici 2001
- Odznaka Honorowa PCK 1985
- Odznaka Honorowa Fundacji Na Rzecz Tradycji Jazdy Polskiej 2008
- Zasłużony Działacz Kultury 1984
- Zasłużony Dla Gminy Barcin 2006[6]
- Honorowy Obywatel Gminy Barcin 2008[6].

## Publikacje autorskie i wspomnienia
- Jerzy Krzyś, My o sobie, Pamiętnik Zjazdu 50-lecia Uzyskania Dyplomów Lekarskich Akademii Medycznej im. Karola Marcinkowskiego w roku 1951, Poznań 2001, s. 92. ISBN 83-88732-55-2.
- Krzyś Jerzy Stanisław płk dr n. med., Who is who w Polsce, t. I, Zug 2003, s.2198. ISBN 3-7290-0040-3, Spis prac Jerzego Krzysia w Bibliotece Garnizonowej i Miejskiej w Grudziądzu.